# Jochem van der Hoeven
Jochem van der Hoeven (Rotterdam, 5 oktober 1975) is een voormalig Nederlands profvoetballer die onder meer voor Sparta Rotterdam, Vitesse, Fortuna Sittard en Helmond Sport speelde.
Van der Hoevens carrière begon in zijn geboortestad bij Sparta Rotterdam, waar hij zich als 19-jarige in zijn eerste seizoen in de basis speelde. Na anderhalf jaar vertrok Van der Hoeven samen met toenmalig Sparta-trainer Henk ten Cate naar Vitesse. In zijn eerste volledige seizoen eindigde de verdediger als basisspeler met Vitesse derde in de Eredivisie. Door zijn goede spel werd Van der Hoeven geselecteerd voor Jong Oranje, waar hij uiteindelijk twaalf wedstrijden voor zou uitkomen.
Het daaropvolgende seizoen werd Van der Hoeven door Vitesse voor één seizoen verhuurd aan zijn oude club Sparta. Met Sparta streed hij tegen degradatie; eerst in de reguliere competitie, vervolgens in de nacompetitie. Uiteindelijk slaagde hij met Sparta erin om niet te degraderen. Echter, in de laatste nacompetitie-wedstrijd tegen Helmond Sport, toen lijfsbehoud al zeker was, brak Van der Hoeven zijn been na een grove charge van Jerry Taihuttu. Van der Hoeven moest daardoor noodgedwongen terug naar Vitesse en wachtte een revalidatie van ruim acht maanden.
Na weer hersteld te zijn van zijn breuk vertrok Van der Hoeven naar toenmalig Eredivisionist Fortuna Sittard. Hij degradeerde in zijn derde seizoen en maakte daarna zowel het sportieve als financiële verval van de Limburgse club mee. Een gevolg van de financiële malaise was dat hij een flink deel van zijn salaris moest inleveren om een faillissement te voorkomen. Na vier seizoen Fortuna werd Helmond Sport zijn nieuwe werkgever. Tijdens de onderhandelingen over een verlenging van het contract bij Helmond Sport kwamen beide partijen niet tot een akkoord. Van der Hoeven besloot het buitenlands avontuur aan te gaan in Cyprus bij AEP Paphos FC. Hij maakte er een hectisch seizoen mee, waarin de club vaak naliet om salarissen op tijd te betalen. Na één seizoen keerde Van der Hoeven in 2005 weer terug in Nederland om als amateur verder te gaan bij RKSV Boxtel.
Hij is fysiotherapeut en geeft cursussen in medical-taping. Hij woont in Boxtel.

## Clubstatistieken
| seizoen | club             | competitie     | duels | goals |
| ------- | ---------------- | -------------- | ----- | ----- |
| 1995/96 | Sparta           | Eredivisie     | 13    | 1     |
| 1996/97 | Sparta Rotterdam | Eredivisie     | 19    | 2     |
| 1996/97 | Vitesse          | Eredivisie     | 13    | 0     |
| 1997/98 | Vitesse          | Eredivisie     | 31    | 2     |
| 1998/99 | Sparta Rotterdam | Eredivisie     | 20    | 1     |
| 1998/99 | Vitesse          | Eredivisie     | 3     | 0     |
| 1999/00 | Vitesse          | Eredivisie     | 0     | 0     |
| 2000/01 | Fortuna Sittard  | Eredivisie     | 23    | 2     |
| 2001/02 | Fortuna Sittard  | Eredivisie     | 19    | 0     |
| 2002/03 | Fortuna Sittard  | Eerste divisie | 34    | 0     |
| 2003/04 | Fortuna Sittard  | Eerste divisie | 12    | 1     |
| 2003/04 | Helmond Sport    | Eerste divisie | 10    | 2     |
| 2004/05 | AEP Paphos FC    | A Divizion     | 24    | 12    |